# Clara Immerwahr

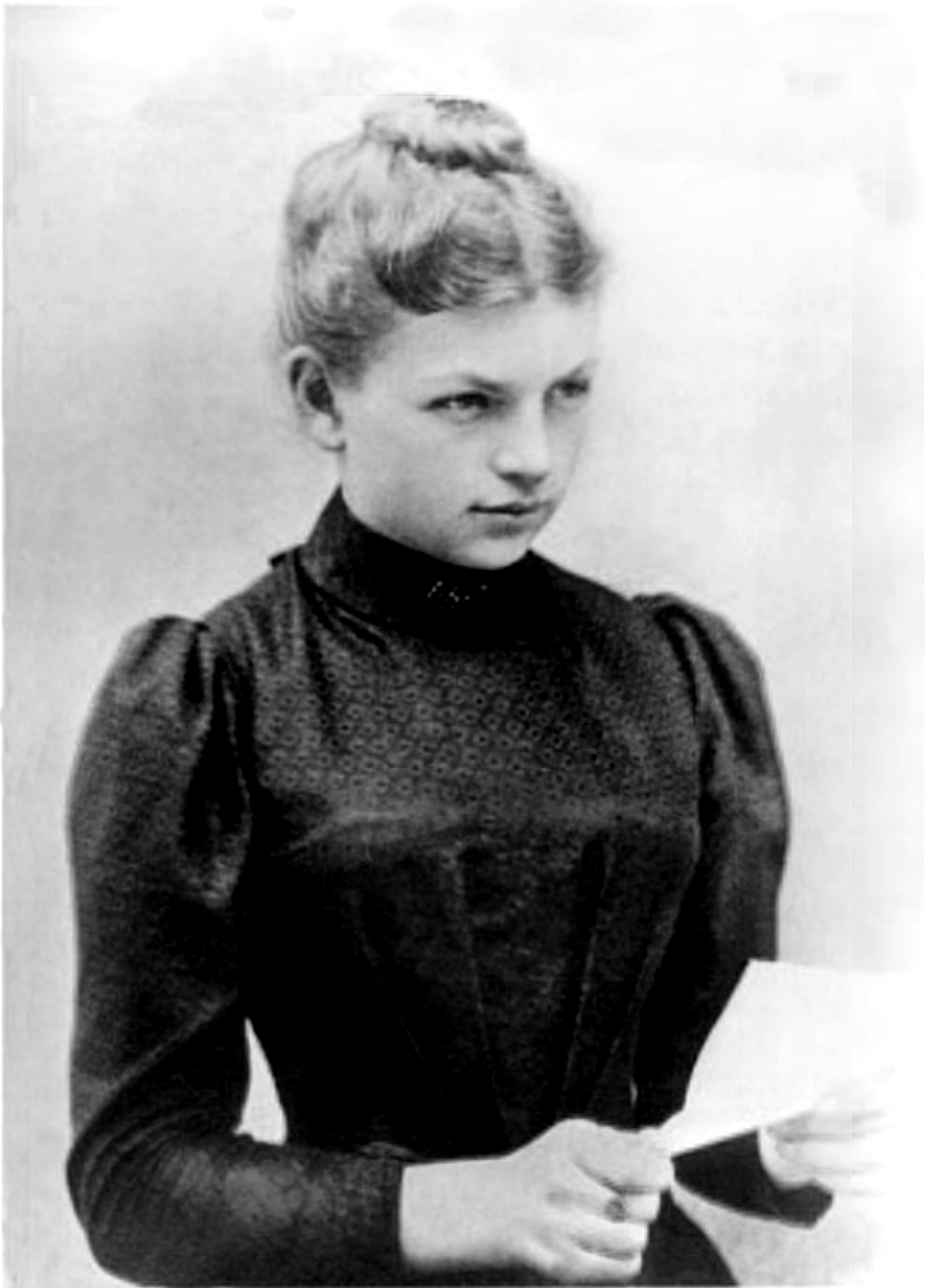
Clara Immerwahr während ihrer Studienzeit, etwa 1890

Clara Helene Immerwahr (verh. Clara Haber; geboren 21. Juni 1870 in Polkendorf Kreis Neumarkt, Provinz Schlesien; gestorben 2. Mai 1915 in Dahlem bei Berlin) war eine deutsche Chemikerin. 
Als sie 1900 an der Universität Breslau promoviert wurde, war sie die erste Deutsche, die einen Doktorgrad in Chemie erwarb. Wissenschaftlich arbeitete sie im damals neuen Feld der Physikalischen Chemie. Nach einem Jahr Berufstätigkeit am chemischen Institut ihres Doktorvaters Richard Abegg in Breslau heiratete sie 1901 den späteren Nobelpreisträger Fritz Haber und musste ihren Beruf aufgeben. Die Ehe verlief unglücklich, insbesondere nach der Geburt ihres Sohnes 1902. Im Jahr 1915 beging Clara Haber Suizid.
1993 veröffentlichte Gerit von Leitner die erste und bisher einzige umfassende Biografie Clara Immerwahrs, in der sie die Chemikerin als überzeugte Pazifistin porträtierte, die sich aus Protest gegen die führende Rolle ihres Mannes im Gaskrieg das Leben nahm. Leitners Biografie wurde wegen dieser kaum belegten These vielfach kritisiert. Historikerinnen und Historiker haben gezeigt, dass andere Lesarten des Geschehens wahrscheinlicher sind. Trotzdem hat sich dieses Bild Immerwahrs seit den 1990er Jahren in der Öffentlichkeit etabliert, so dass sie insbesondere für rüstungskritische Gruppen, Pazifisten und Feministinnen ein Vorbild ist. In Filmen, Theaterstücken und Romanen wurde der Konflikt zwischen den Eheleuten vielfach aufgegriffen.

## Leben

### Jugend und Schulbildung
Clara Immerwahr stammte aus einer wohlhabenden jüdischen Familie. Ihr Vater Philipp Immerwahr war promovierter Chemiker und ein aufgeklärter Freigeist. Seine Ehefrau Anna geb. Krohn und er besuchten nicht die Synagoge und hielten keine jüdischen Gebräuche ein. Philipp Immerwahr bewirtschaftete erfolgreich das Gut Polkendorf nahe Breslau. Trotz ihres Wohlstands lebte die Familie vergleichsweise einfach. Clara Immerwahr und ihre Geschwister (zwei ältere Schwestern und ein Bruder) wurden entsprechend den damals im Bürgertum propagierten sogenannten preußischen Tugenden sparsam und bescheiden erzogen. Die Winter verbrachte die Familie regelmäßig in Breslau bei Lina Immerwahr, der Mutter Philipp Immerwahrs, die dort ein großes Geschäft für Damenbekleidung führte.
Bis zu ihrem siebten Lebensjahr wurde Clara Immerwahr zusammen mit ihren beiden Schwestern zuhause von einem Privatlehrer unterrichtet. Danach besuchten sie die höhere Töchterschule, die im Haus der Großmutter untergebracht war. 1890 starb die Mutter an Krebs. Philipp Immerwahr übergab das Gut an seine älteste Tochter und ihren Ehemann und zog mit der zwanzigjährigen Clara nach Breslau.
Am Ende des 19. Jahrhunderts besuchten jüdische Mädchen in Preußen zehn- bis fünfzehnmal häufiger die höheren Schulen als nichtjüdische Mädchen. Obwohl die Töchter später keiner Erwerbsarbeit nachgingen, förderten jüdische Eltern in der Regel die höhere Ausbildung ihrer Töchter. Erst seit 1889 bot Helene Lange in Berlin Realkurse für Mädchen an; 1893 wurden sie in Gymnasialkurse umgewandelt, die zum Abitur führen sollten. In Berlin machte die erste Frau im Jahr 1895 ihr Abitur. Ab 1895 lag es in Preußen im Ermessen der jeweiligen Universität, Frauen mit entsprechender Vorbildung als Gasthörerinnen den Besuch einzelner Vorlesungen zu ermöglichen. Im Wintersemester 1895/1896 schrieben sich elf Lehrerinnen erstmals als Gasthörerinnen an Vorlesungen der Universität Breslau ein.
1892/1893 absolvierte Clara Immerwahr ein Lehrerinnenseminar in Breslau, – zu dieser Zeit für die meisten Frauen die einzige Möglichkeit einer weitergehenden Schulbildung. Laut ihrer Biografin Gerit von Leitner gab eine Lehrerin des Seminars Immerwahr wegen ihres ausgeprägten Interesses für die Naturwissenschaften die von Jane Marcet verfassten Conversations on Chemistry. Marcets Buch trug im 19. Jahrhundert maßgeblich zur Popularisierung der Chemie bei. Nach Abschluss des Seminars übte Clara Immerwahr den Beruf als Lehrerin nie aus. Mit Hilfe ihres Vaters wurde sie zu Ostern 1896 am Realgymnasium in Breslau zur Einjährig-Freiwilligen-Prüfung, wie die Mittlere Reife damals hieß, zugelassen, die sie erfolgreich absolvierte. Im Oktober 1896 stellte sie erstmals ein Gesuch bei der Universität Breslau und konnte im Wintersemester 1896/1897 Vorlesungen über Experimentalphysik besuchen. Dies diente dem Ziel, am Realgymnasium die Abiturprüfung ablegen zu können, was ihr 1897 gelang. Philipp Immerwahr unterstützte seine Tochter auch auf dem Weg zur Universität ohne die Erwartung, dass ihr dies später ein regelmäßiges Einkommen verschaffen würde. Im gleichen Jahr konvertierte sie zum evangelischen Glauben.

### Studium und wissenschaftliche Arbeit

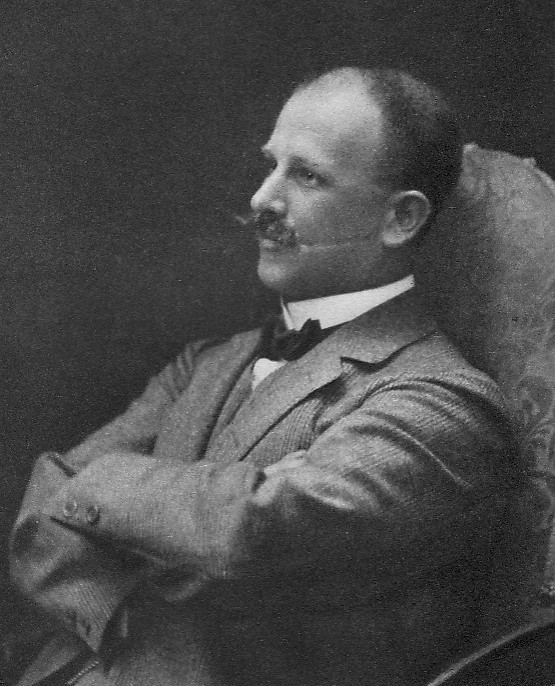
Richard Abegg 1900

Ab dem Wintersemester 1897/98 studierte Immerwahr als Gasthörerin Chemie an der Universität Breslau. Die Wahl des Studienfachs ergab sich wohl aus familiären und persönlichen Interessen. Etliche ihrer Familienangehörigen hatten Chemie studiert. Die Chemie hatte Immerwahr auch schon früh fasziniert. Immerwahrs Interesse war zudem nicht ungewöhnlich: In den ersten Jahrzehnten des Frauenstudiums entwickelte sich die Chemie schnell zu einem beliebten Studienfach von Frauen.

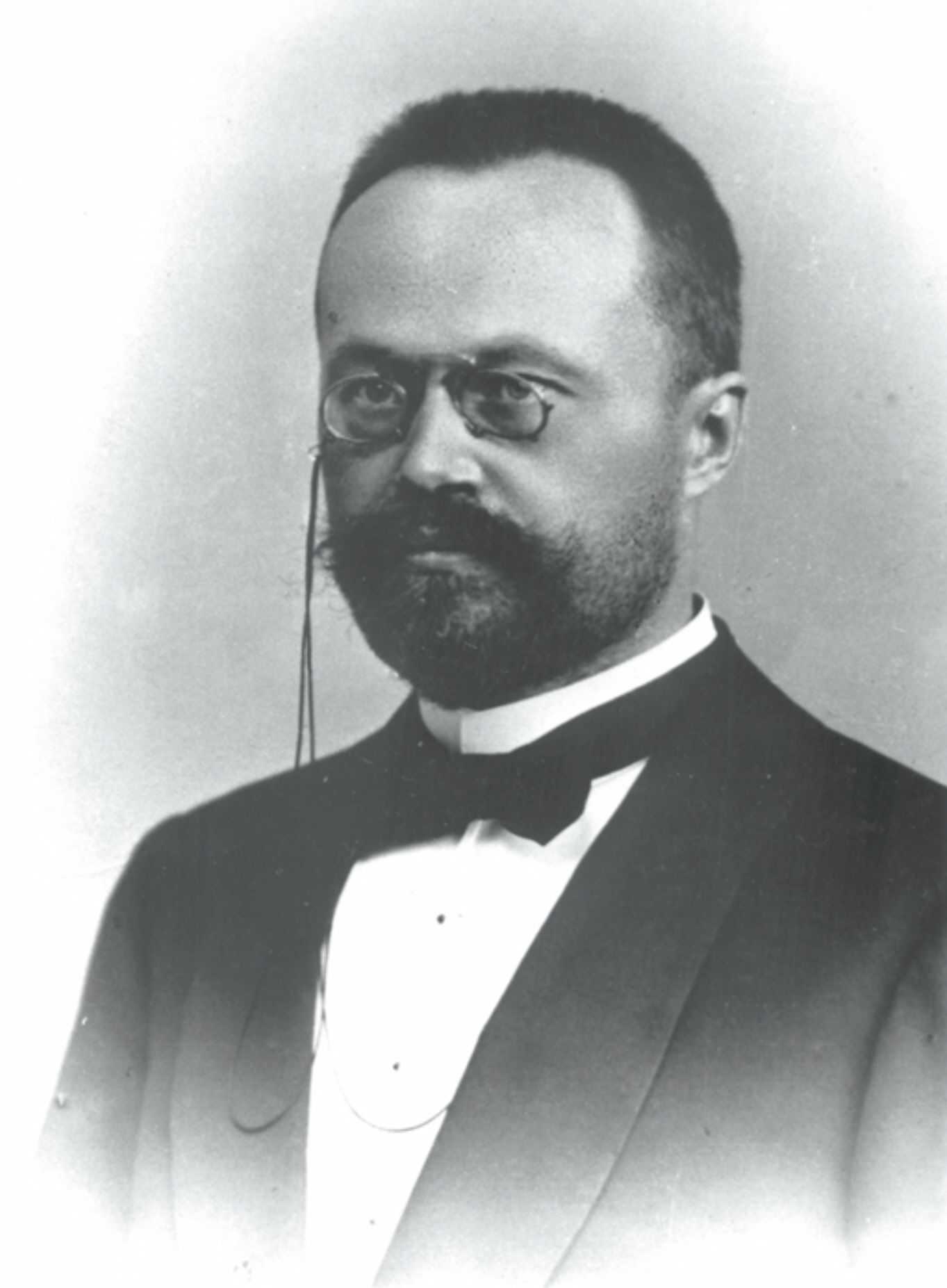
Friedrich Wilhelm Küster 1902

Der Abteilungsvorsteher Friedrich Wilhelm Küster, ein Schüler von Walther Nernst, führte Immerwahr in das damals neue Feld physikalische Chemie ein, für das sie sich stark interessierte. Parallel zur Expansion der chemischen Industrie hatte sich die Chemie im Laufe des 19. Jahrhunderts als wissenschaftliche Disziplin an den Universitäten etabliert, wobei die Industrie die mangelhafte Qualifikation der Hochschulabsolventen beklagte. Um in Chemie promoviert werden zu können, dem damals üblichen Universitätsabschluss, war das Abitur zu diesem Zeitpunkt noch keine Voraussetzung. Daher vereinbarte der Verband der Laboratoriums-Vorstände an deutschen Hochschulen 1897 zur Vereinheitlichung des Ausbildungsniveaus das sogenannte Verbandsexamen als Voraussetzung für eine Promotion in Chemie. Im Wintersemester 1898/99 (3. März 1899) legte Immerwahr als erste Frau überhaupt bei Albert Ladenburg am chemischen Laboratorium das Verbandsexamen ab.
1899 wechselte Küster an die Bergakademie Clausthal. Sein Nachfolger wurde Richard Abegg, der Immerwahr trotz ihres Status als Gasthörerin förderte und bei dem sie ihre Kenntnisse in physikalischer Chemie vertiefte. Gemeinsam untersuchten sie das elektrochemische Verhalten des Fluors und des Fluorsilbers. Abegg hatte mit Guido Bodländer 1899 das Konzept der Elektroaffinität als Mittel der Systematik vorgestellt. Abegg und Immerwahr entwickelten das Konzept weiter und veröffentlichten die Ergebnisse gemeinsam im November 1899. Im Anschluss daran wandten sie sich photochemischen Problemen zu.
Schließlich erlaubte ein Erlass des preußischen Kultusministers, dass der Vorlesungsbesuch als Gasthörer als gültiges Studium anerkannt werden konnte. Dadurch wurde es für die Gasthörerin Immerwahr möglich, die Promotion zu erreichen und ihr Studium mit diesem Studienabschluss zu beenden. Für ihre Dissertation führte sie in Küsters Laboratorium an der Clausthaler Bergakademie zwei Monate lang experimentelle Voruntersuchungen durch, die sie im Anschluss in Kontakt mit Küster und Abegg auswertete. Immerwahr veröffentlichte erste Teilergebnisse im Jahr 1900, diesmal allein unter ihrem Namen. Wie sie darlegte, hatte sie den quantitativen Beleg für die von Nernst, Wilhelm Ostwald und Küster früher entdeckten Befunde zur Löslichkeit von Schwermetallen geliefert.
Noch im selben Jahr verfasste sie ihre umfassender angelegte Dissertation mit dem Titel Beiträge zur Löslichkeitsbestimmung schwerlöslicher Salze des Quecksilbers, Kupfers, Bleis, Cadmiums und Zinks. Diese Arbeit, die sie auszugsweise in der Zeitschrift für Elektrochemie veröffentlichte, behandelte systematisch das Zusammenspiel zwischen der Löslichkeit von ausgewählten Schwermetallsalzen und den Elektroaffinitäten der einzelnen Gruppen und Atome. Ziel war die Frage zu beantworten, ob Elektroaffinitäten additive Mengen sind. Der Artikel stellte Tabellen mit experimentell ermittelten Werten von Größen wie Gleichgewichtskonzentrationen und relativen Elektrodenpotenzialen bereit. Die Tabellen könnten der Grund sein, dass dieser Artikel relativ häufig zitiert wurde.
Im Juni beantragte Immerwahr die Zulassung zur Disputation. Am 22. Dezember 1900 wurde Clara Immerwahr mit „magna cum laude“ promoviert. Der öffentlichen Verteidigung ihrer Dissertation, über die die lokale Presse ausführlich berichtete, wohnte ein ungewöhnlich zahlreiches Publikum bei, darunter viele Frauen. Der Dekan der philosophischen Fakultät bezeichnete sie am Ende als leuchtendes Vorbild für ihre Kommilitonen. Er schränkte aber ein, dass hoffentlich keine neue Ära anbrechen würde, in der die Frauen in die Universitäten hineinströmten, statt ihrer „heiliger Pflicht“ als „Hort der Familie“ nachzukommen. Aus ihrer regen Korrespondenz mit Richard Abegg geht hervor, dass der Weg bis zur Promotion Clara Immerwahr wegen äußerer und innerer Widerstände schwer gefallen war. In ihren Briefen präsentierte sie sich als sensible, nervöse Frau, bei der die psychischen Kraftanstrengungen oft starke Kopfschmerzen auslösten.
Immerwahrs Promotion war ein Meilenstein für das Frauenstudium in Deutschland. Ab den 1890er Jahren nahm die Zahl der Frauen zu, die unter Sonderkonditionen an deutschen Universitäten promoviert wurden. Dabei handelte es sich zumeist um Frauen aus dem Ausland. Mit Immerwahrs Promotion war erstmals eine Frau an der Universität Breslau promoviert worden. Immerwahr war erst die zweite Frau, die in Deutschland im Fach Chemie den Doktorgrad erlangte (nach der Russin Julija Lermontowa 1874 an der Universität Göttingen).
Nach der Promotion blieb Immerwahr als Abeggs Assistentin an der Universität, wobei nicht bekannt ist, inwieweit sie für ihre Tätigkeit bezahlt wurde. In dieser Zeit hielt sie für den Verein Frauenwohl einen Vortrag zu Chemie und Physik im Haushalt.

### Ehe mit Fritz Haber

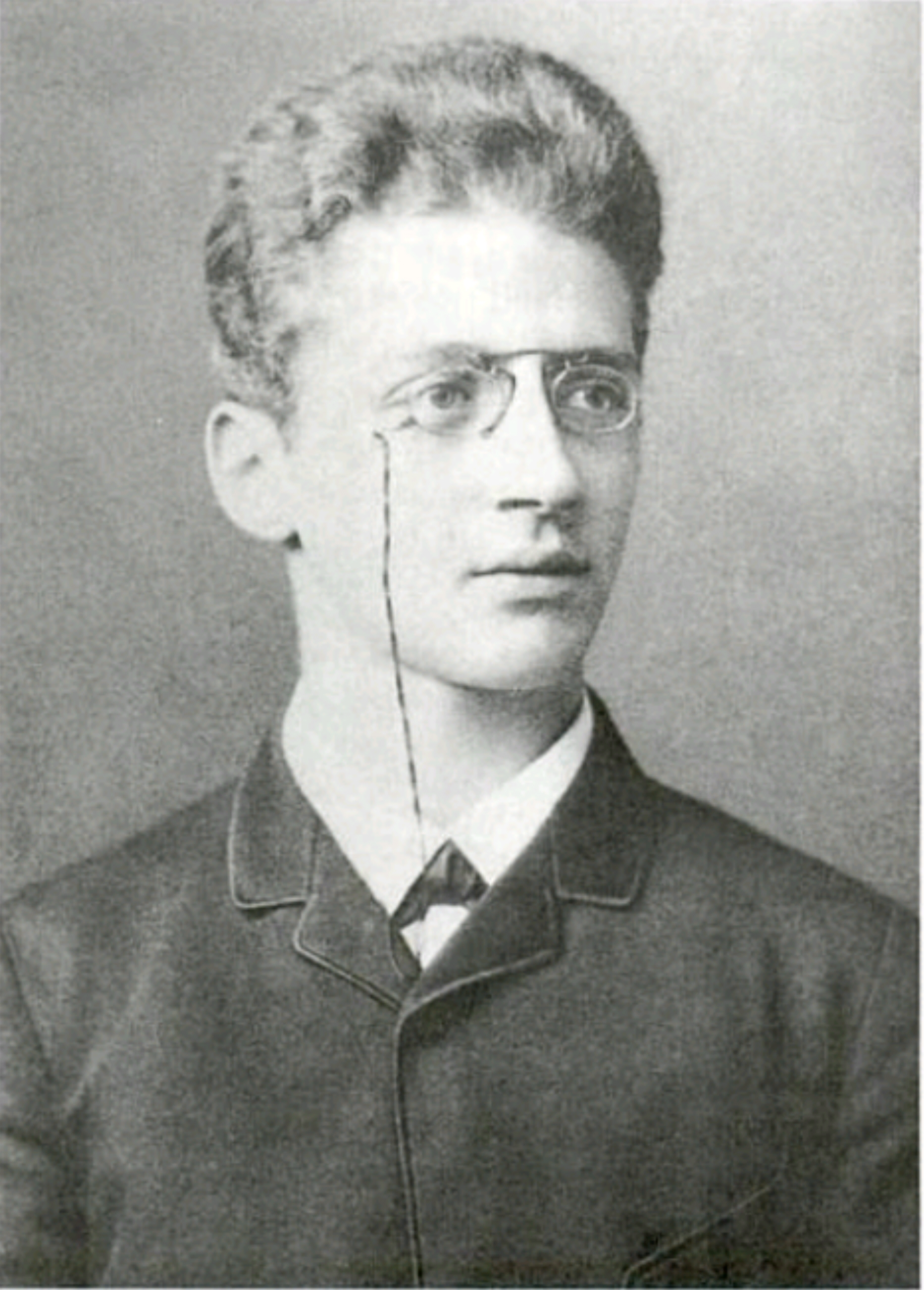
Fritz Haber 1891 als Doktorand. Clara Immerwahr bat im selben Jahr einen gemeinsamen Freund um dieses Bild, was als Beleg gilt, dass sie sich in Haber verliebt hatte.

Bereits in ihrer Jugend lernte Clara Immerwahr den zwei Jahre älteren Fritz Haber kennen, der ebenfalls aus einer wohlhabenden jüdischen Familie in Breslau stammte. Der genaue Beginn ihrer Beziehung ist nicht bekannt, es ist aber belegt, dass sie sich spätestens 1891 ineinander verliebten. Zu diesem Zeitpunkt schloss Haber sein Chemiestudium mit der Promotion ab.
1901 nahmen Richard Abegg und seine Mitarbeiterin an der Hauptversammlung der Deutschen Elektrochemischen Gesellschaft in Freiburg teil. Clara Immerwahr war die erste und einzige Frau, die an der Hauptversammlung der Gesellschaft teilnahm. Während dieser Tagung machte ihr Fritz Haber, der ebenfalls anwesend war, einen Heiratsantrag, den sie nach einigem Zögern annahm. Acht Jahre später schilderte sie Abegg in einem Brief, was sie zur Heirat motivierte:

„Es war stets meine Auffassung vom Leben, dass es nur dann wert gewesen sei, gelebt worden zu sein, wenn man alle seine Fähigkeiten zur Höhe entwickelt und möglichst alles durchlebt habe, was ein Menschenleben an Erlebnissen bieten kann. Und so habe ich damals schließlich auch mit unter dem Impuls mich zur Ehe entschlossen, dass sonst eine entscheidende Seite im Buch meines Lebens und eine Saite meiner Seele brach liegen bleiben würde.“

Immerwahr und Haber heirateten am 3. August 1901 in Breslau und zogen nach den Flitterwochen nach Karlsruhe. Dort war Haber seit 1898 außerordentlicher Professor für Technische Chemie an der Technischen Hochschule. Das Paar lebte in einer repräsentativen Wohnung, deren hohe Miete es ihnen nicht erlaubte, Dienstboten anzustellen, weshalb Clara Haber alle Hausarbeiten selbst verrichten musste. Arbeiten im Labor musste sie auf einen späteren Zeitpunkt verschieben, wie sie ihrem Mentor Abegg schrieb. Die wissenschaftliche Arbeit fehlte ihr. Dazu kamen Gemütsschwankungen während ihrer schwierig verlaufenden Schwangerschaft. Physisch ging es ihr besser, als sie regelmäßig nachmittags im chemischen Institut die Manuskripte ihres Mannes Korrektur lesen und Zeichnungen anfertigen konnte. Haber ängstigte die schwierige Schwangerschaft seiner Frau, da seine Mutter im Kindbett gestorben war. Diese Sorge wie auch den Misserfolg bei der Berufung auf den neuen physikalisch-chemischen Lehrstuhl der Karlsruher Hochschule in dieser Zeit verarbeitete er durch ein hohes Arbeitspensum. Wochenlang laborierte er an einer Gastritis. Am 1. Juni 1902 wurde der Sohn Hermann (1902–1946) geboren. Kurz darauf ging Fritz Haber im Auftrag der Deutschen Elektrochemischen Gesellschaft auf eine viermonatige USA-Reise. Die zweite Ehefrau Fritz Habers berichtete 1970, dass Clara Haber nach der Rückkehr ihres Mannes aus den USA das gemeinsame Schlafzimmer aufgekündigt habe, was durch andere Berichte gestützt wird. Dies könnte – so die Historikerin Angelika Ebbinghaus – die Ursache schwerer Ehekonflikte gewesen sein.
Nach der Geburt des Sohnes, der oft krank war und stark betreut werden musste, zerschlug sich für Clara Haber die Hoffnung auf die Wiederaufnahme der chemischen Arbeit. Sie entwickelte sich zu einer gründlichen Hausfrau, deren Kochkünste allseits gelobt wurden. In den Schilderungen vieler Zeitgenossen (Familie und Kollegen ihres Ehemannes) wurde sie oft als pedantische und überängstliche „Hausmutter“ dargestellt, die ihren überlasteten Ehemann mit Sorgen um Haushalt und Kind belästigte. Zum Teil wurde jedoch anerkannt, dass für die promovierte Chemikerin Ehe und Familie das Fehlen intellektueller Aktivitäten nicht ausglich.

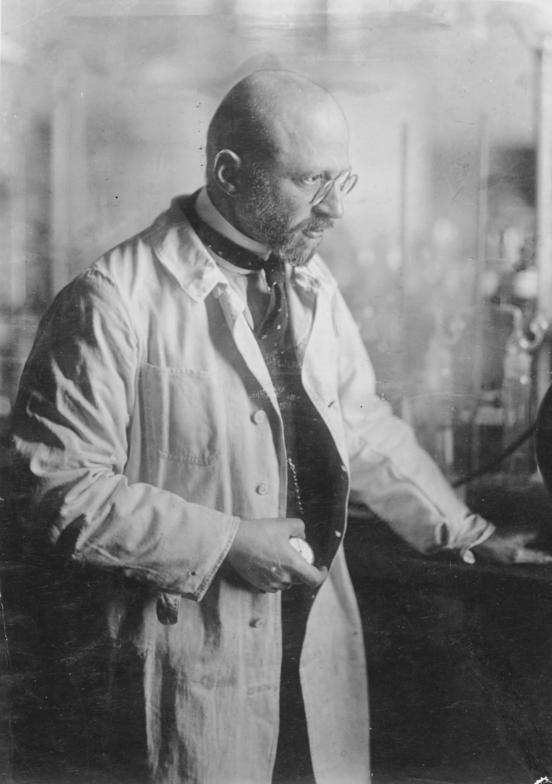
Fritz Haber 1905

1905 veröffentlichte Fritz Haber das Lehrbuch Thermodynamik technischer Gasreaktionen, das zu einem großen Erfolg wurde. Er widmete es seiner Frau mit den Worten: „Meiner lieben Frau Clara Haber, Dr. phil., zum Dank für stille Mitarbeit zugeeignet“. Die Widmung wurde von Biografinnen später unterschiedlich beurteilt. Die Haber-Biografin und Historikerin Margit Szöllösi-Janze bezeichnete die Widmung als für damalige Verhältnisse ungewöhnlich und schloss daraus, dass Clara Haber inhaltlich zugearbeitet habe. Dagegen wertete die Journalistin Ulla Fölsing die Widmung als alltäglich und nichtssagend.

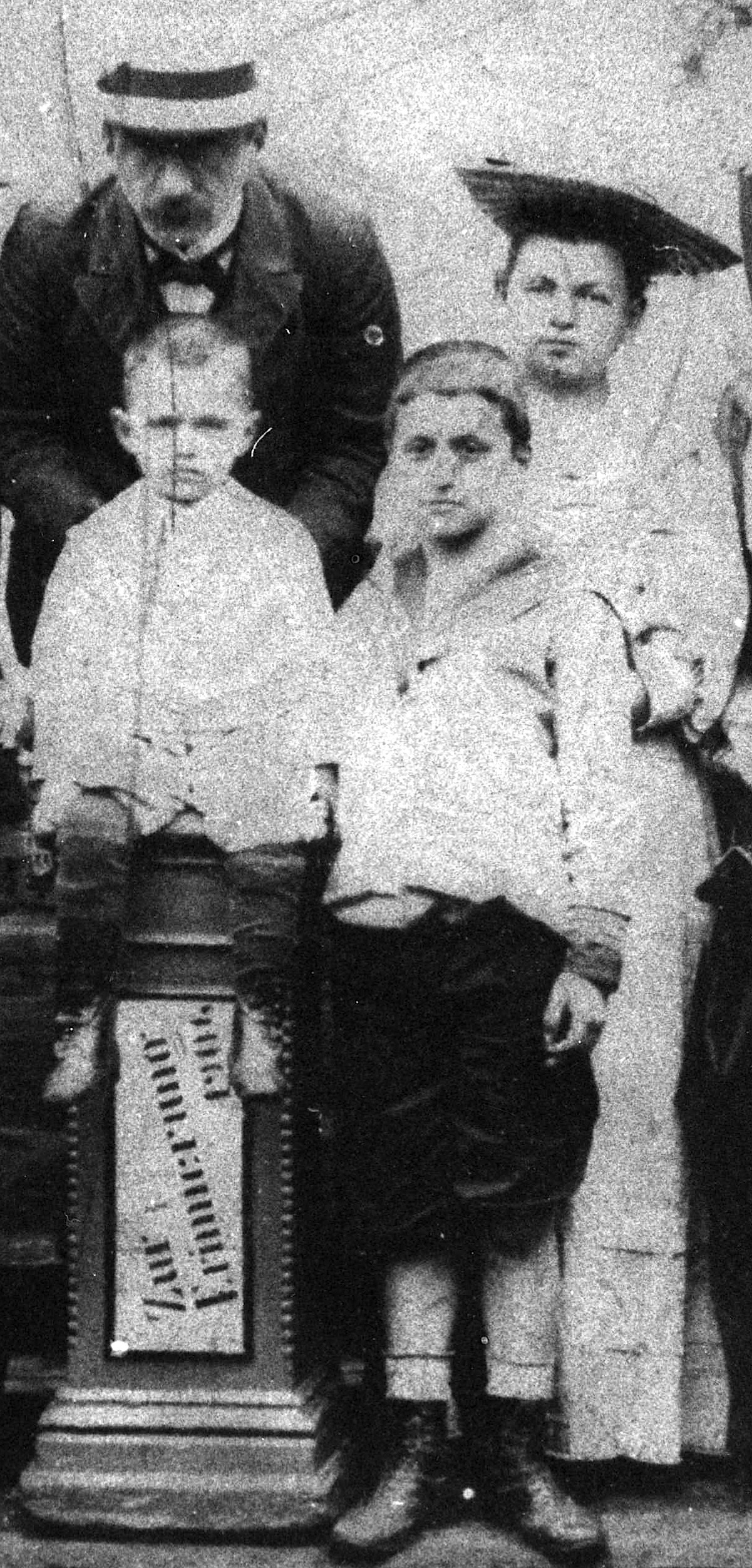
Fritz und Clara Haber mit Sohn Hermann (sitzend) 1906

Clara Haber versuchte, ihre wissenschaftlichen Kompetenzen nicht brach liegen zu lassen. Im Wintersemester 1905/06 hielt sie vor dem Volksbildungsverein in Karlsruhe eine vierteilige Vortragsreihe über „Chemie in Küche und Haus“. Die Zuhörerinnen, die sich 1906 bereits auf 100 beliefen, waren begeistert. Dadurch ermutigt, baute sie die Vorträge weiter aus. Im Oktober 1910 hielt sie einen vierteiligen Kurs „Naturwissenschaften im Haushalt“ im Rahmen des Karlsruher Arbeiterbildungsvereins.
Das Ehepaar entfremdete sich zusehends, was es vor den Mitarbeitern und ausländischen Studenten Fritz Habers nicht verbergen konnte. Fritz Haber war gerade in den häufig auftretenden arbeitsintensiven Phasen nervös und reizbar, was Clara Haber zermürbte und zu häufigen Migräneanfällen führte. 1906 war sie gesundheitlich so angegriffen, dass ein Erholungsaufenthalt in einem nervenärztlich geleiteten privaten Sanatorium notwendig wurde.
Anders als ihr Ehemann hatte Clara Haber für Repräsentation nichts übrig. Sie kleidete sich in Reformkleider, was weder bei ihrem Mann noch bei seinen Kollegen und ihren Ehefrauen auf Wohlwollen stieß. Ihr gesellschaftliches Umfeld missbilligte, dass sie nicht genügend Distanz zum Dienstpersonal wahrte, ihre Einkäufe selbst erledigte und Gäste in der Küchenschürze empfing. Für eine Professorengattin ungewöhnlich verabschiedete sie sich frühzeitig aus abendlichen Runden mit der Bemerkung, dass sie morgens um sechs Uhr aufstehen müsse. Ihre berechtigte Sorge um seine Gesundheit irritierte ihren Mann, während Clara Haber sich von seiner Dominanz und Egozentrik erdrückt fühlte. 1909 zog sie in einem Brief an ihren alten Freund Abegg ein bedrücktes Fazit ihrer Ehe (auf Trauerpapier mit schwarzem Rand):

„Gedenken Sie auch des anderen Teils! Was Fritz in diesen 8 Jahren gewonnen hat, das – und noch mehr – habe ich verloren, und was von mir eben übrig ist, erfüllt mich selbst mit der tiefsten Unzufriedenheit.“

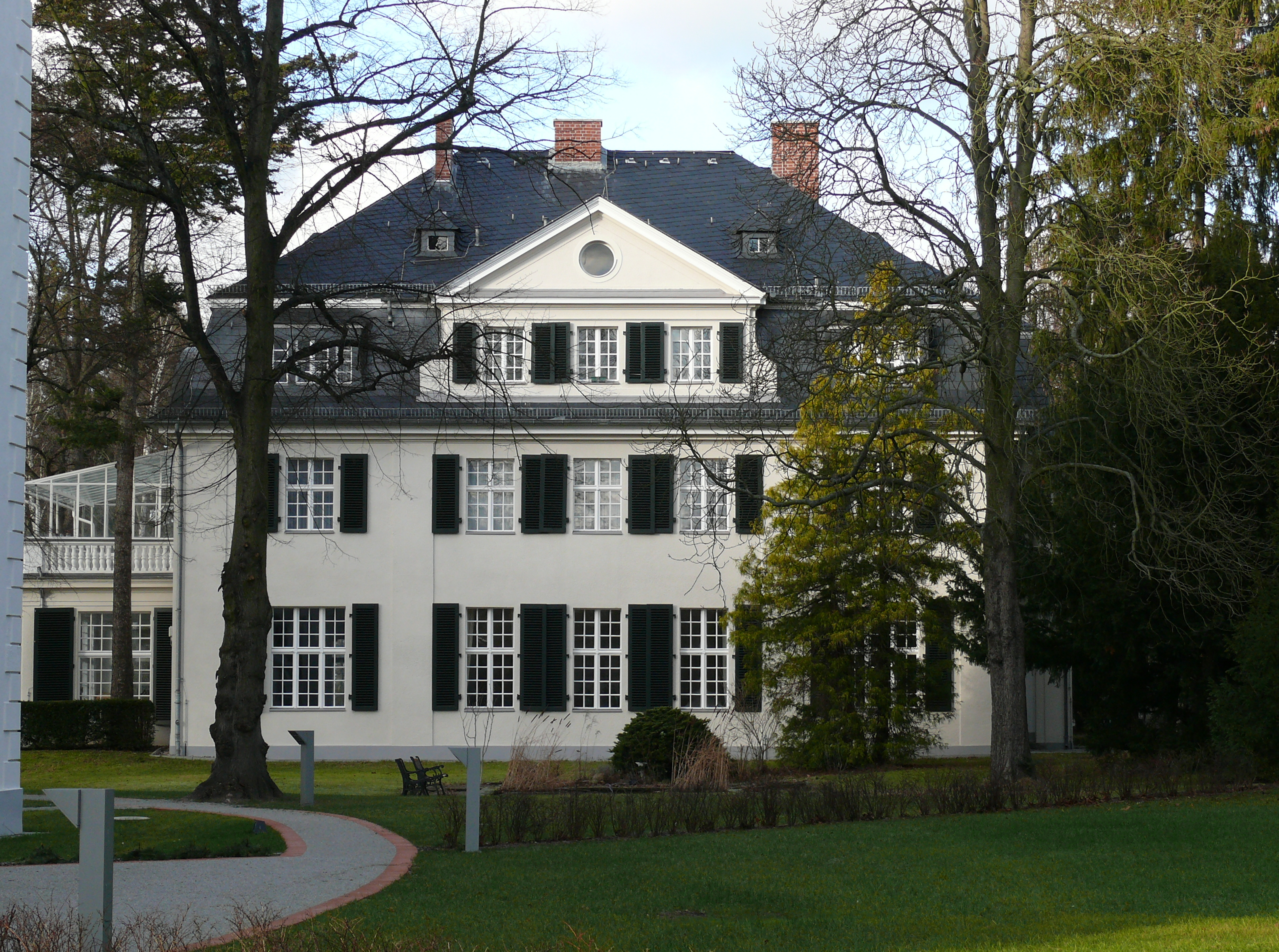
Haber-Villa in Berlin-Dahlem

1906 war Fritz Haber zum ordentlichen Professor für physikalische und Elektrochemie an der Technischen Hochschule Karlsruhe berufen worden. 1911 wurde er zum Direktor des neu gegründeten Kaiser-Wilhelm-Instituts für Physikalische Chemie in Berlin ernannt. Im Juli siedelte die Familie von Karlsruhe nach Berlin-Dahlem in die Dienstvilla über, die Fritz Haber nun zustand.

### Das Ehepaar Haber und der Gaskrieg
Während des Ersten Weltkriegs richtete Clara Haber im freistehenden zweiten Stock des Kaiser-Wilhelm-Instituts einen provisorischen Kindergarten für knapp 60 Kinder im Alter zwischen zweieinhalb und zwölf Jahren ein, deren Väter an der Front waren. Das entsprach den üblichen Aktivitäten gebildeter Frauen an der sogenannten „Heimatfront“. Fritz Haber meldete sich bei Kriegsausbruch 1914 freiwillig. Er war als wissenschaftlicher Berater im Kriegsministerium mit Forschungen zur Einsparung beziehungsweise Herstellung von Explosivstoffen sowie der Entwicklung neuer Produktionsverfahren zur Synthese von Ersatzstoffen kriegswichtiger Rohstoffe befasst. Dazu gehörten die sogenannten „Kriegschemikalien“ wie Salpeter, dessen Einfuhr aus Chile durch die englische Seeblockade zum Stillstand gekommen war.
Fritz Habers Forschungen ermöglichten den Einsatz der Giftgase Chlor und Phosgen als Kriegswaffen. Ursprünglich war es um die Entwicklung eines Reizgases gegangen, das Nebenwirkung eines sonst voll funktionsfähigen Sprenggeschosses sein sollte. Doch im Dezember 1914 hatte der Chef der Obersten Heeresleitung Erich von Falkenhayn die Chemiker angewiesen, einen Stoff zu finden, der Menschen dauerhaft kampfunfähig machen würde. Fritz Haber wies die Militärführung auf Chlor hin, das aus Stahlflaschen auf den Feind abgeblasen werden sollte.
Clara Haber begleitete ihren Mann zu den Übungen der neuen Gaspionier-Einheiten auf dem Schießplatz Wahn bei Köln. Dabei wandte sie sich laut den Erinnerungen eines Mitarbeiters mehrfach öffentlich dagegen, dass Fritz Haber an die Front ginge. Bei Versuchen mit dem Reizstoff Kakodylchlorid auf dem Institutsgelände kam es am 17. Dezember 1914 zu einer Explosion, bei der Otto Sackur, ein alter Kommilitone Clara Habers, getötet wurde. Clara Haber, die in der Nähe war, handelte in dieser Krise umsichtiger als ihr Mann, der wie gelähmt war. Kurz darauf schrieb sie einen Brief an den japanischen Chemiker Setsuro Tamaru. Bis zum Kriegsausbruch hatte dieser mit Fritz Haber zusammengearbeitet, musste dann aber Deutschland verlassen, da Japan ein Kriegsgegner war. In dem Brief erwähnte Clara Haber das „furchtbare Unglück“ und bezeichnete es als „nicht vorhersehbar“. Sie betonte, in ihren wenigen freien Stunden sich für das Land „nützlich“ betätigen zu wollen.
Ab Februar 1915 überwachte Fritz Haber an vorderster Front die Vorbereitungen für den ersten deutschen Gasangriff bei Ypern. Auf Befehl der Obersten Heeresleitung erfolgte am 22. April 1915, während der Zweiten Flandernschlacht, bei Ypern der erste große, militärisch erfolgreiche Giftgaseinsatz in der Geschichte. Die eigens ausgebildeten Gaspioniere ließen auf rund sechs Kilometer Frontlänge rund 150 Tonnen Chlor nach dem Haberschen Blasverfahren aus Flaschen entweichen. Die Chlorwolke tötete bis zu 1.200 französische Soldaten und verwundete bis zu 3.000. Fritz Haber war bei dem Einsatz persönlich anwesend und wurde in Folge zum Hauptmann der Reserve befördert. Über Clara Habers Reaktion darauf gibt es unterschiedliche Berichte. Ihr Verwandter Paul Krassa berichtete Jahrzehnte später, dass sie sich gegenüber seiner Frau über die Berichte ihres Mannes von der Front zu den Folgen des Gaskriegs entsetzt gezeigt habe. Dagegen schrieb der Schuldirektor ihres Sohnes 1934, dass sie ihm direkt nach dem Erhalt der Nachricht stolz vom Erfolg des ersten Gasangriffs erzählte.

### Suizid Clara Habers
Clara Haber erschoss sich am 2. Mai 1915. Weitere Details über den Hergang des Geschehens und über mögliche Hintergründe finden sich im Bericht des Institutsmechanikers Lütge von 1958 sowie in der Autobiografie von Charlotte Haber, der zweiten Ehefrau Fritz Habers. Lütge, der sich wiederum auf Aussagen der Dienstboten und des Chauffeurs bezieht, berichtete, dass es am 1. Mai eine Abendgesellschaft bei den Habers gegeben habe, der auch Fritz Habers spätere zweite Ehefrau Charlotte Nathan beiwohnte. Clara Haber habe ihren Mann und Charlotte Nathan dabei „in einer verfänglichen Situation überrascht“. Im Garten erschossen habe sich Clara Haber aber erst in den frühen Morgenstunden. Lütge führte zudem aus, dass auch Abschiedsbriefe gefunden worden seien. Laut Charlotte Haber sei Clara Haber, deren Tod nicht sofort eingetreten sei, von ihrem Sohn Hermann im Morgengrauen gefunden worden, der daraufhin den Vater informierte. Dieser reiste, seinen Befehlen folgend, noch am selben Tag an die Ostfront.
Zu den Motiven für ihren Suizid und die genauen Abläufe gibt es nur Berichte und Interpretationen der Zeitzeugen, die erst Jahrzehnte später aufgezeichnet wurden. Von Fritz Haber und seiner Familie gibt es keine Aussagen zum Tod Clara Habers. Die emigrierten Mitarbeiter des Kaiser-Wilhelm-Instituts (unter anderem James Franck) waren der Überzeugung, dass „das Motiv wohl am ehesten in der verzweiflungsvollen Mißbilligung des von ihrem Mann inaugurierten Gaskrieges zu suchen“ sei. Andere Personen, die das Ehepaar im familiären Umfeld erlebten, verwiesen jedoch auf die grundsätzlichen Eheprobleme. Lütge hielt es für abwegig, dass Clara Haber sich wegen des Gaskrieg-Engagements ihres Mannes getötet habe. Die Entdeckung der Verwicklung Fritz Habers mit Charlotte Nathan sei der Grund gewesen.
In ihrer Immerwahr-Biografie schrieb Gerit von Leitner, Clara Haber habe aus Gewissensgründen auf Festivitäten verzichten wollen, sodass es zu einem heftigen Ehestreit gekommen sei, in dem Fritz Haber ihr Illoyalität vorgeworfen habe, und sie danach „nur noch eine Möglichkeit [sah], nicht Mittäterin zu sein“. Diese Version stützte Leitner auf Erzählungen von Dritten. Adolf-Henning Frucht hatte diese Version von Friedrich Schmidt-Ott gehört, dem sich wiederum Fritz Haber viele Jahre nach dem Suizid seiner Frau anvertraut haben soll. Diesen Beleg führte Leitner in der ersten Auflage ihrer Biografie nicht an, sondern nur in einer Radiosendung. Schmidt-Ott selbst hat in seinen 1952 veröffentlichten Memoiren angegeben, dass Haber ihn am Abend nach dem Suizid anrief und sagte, seine Frau habe das Leben nicht mehr ertragen.
Die Atomphysikerin Lise Meitner und Edith Hahn, die Ehefrau Otto Hahns, die Clara Haber beide nur flüchtig kannten, führten in Briefen vom Mai 1915 die Sensibilität und Labilität Clara Habers und die offensichtlich zerrüttete Ehe als Gründe an. Der Historiker und Archivar Eckart Henning betonte, dass ein öffentlicher Streit über Meinungsverschiedenheiten zum Gaskrieg in diesen Briefen kein Thema gewesen sei, was – wenn tatsächlich Tagesgespräch – „kaum unerwähnt [hätte] bleiben können“.

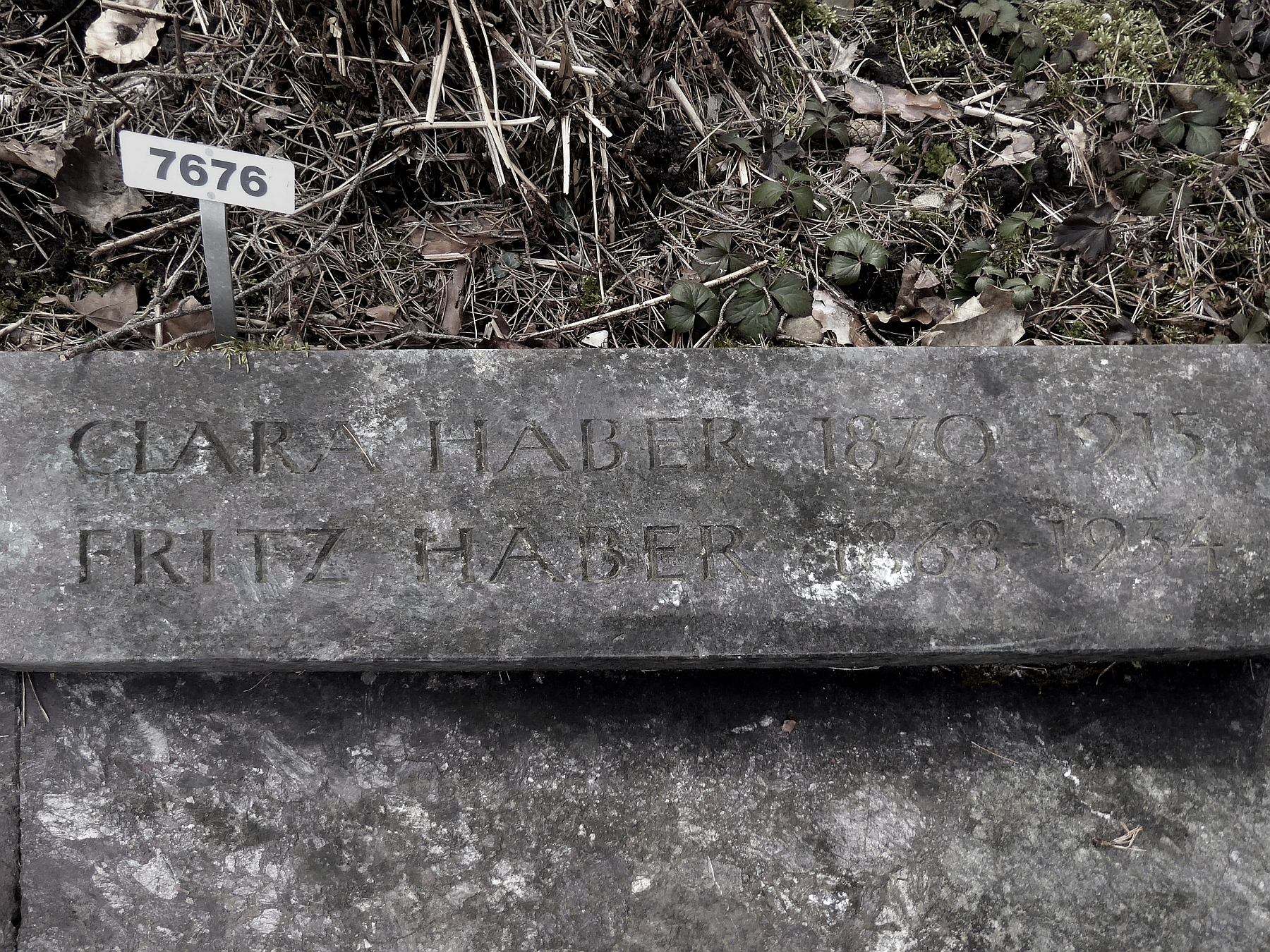
Grab von Fritz und Clara Haber auf dem Hörnli-Friedhof in Riehen bei Basel, Schweiz

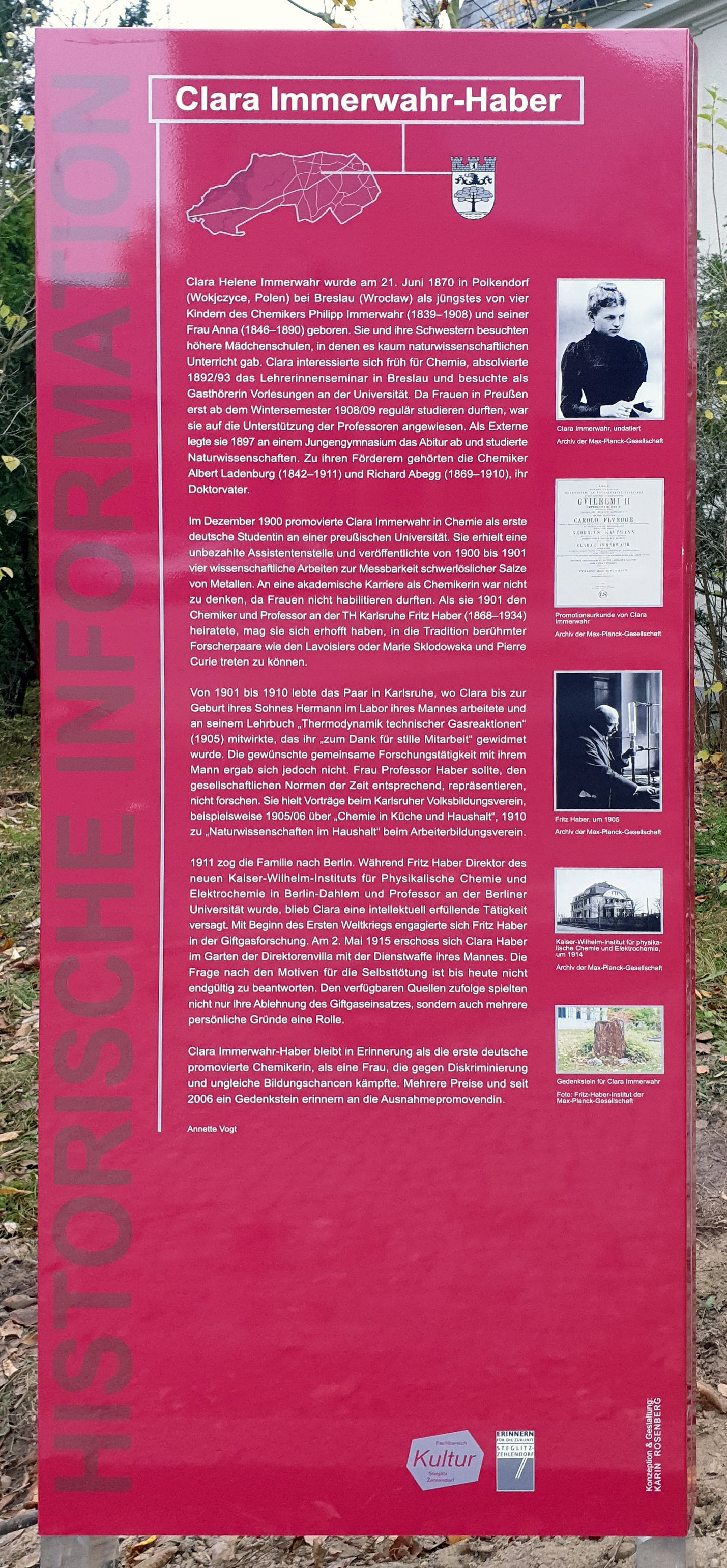
Gedenktafel in Berlin-Dahlem

Margit Szöllösi-Janzes resümierte, dass die Quellen für Clara Habers Suizid eine „sehr viel komplexere Ursachenkonstellation“ als eine „mögliche Entzweiung über den Gaskrieg und die Rolle Habers in der chemischen Kriegsführung“ erahnen ließen und man sich vor Vereinfachungen hüten sollte. Ähnlich urteilte Angelika Ebbinghaus, die das Verhalten Clara Habers als „ambivalent“ und ihr Leben als „gebrochen“ zusammenfasste. Die Wissenschaftshistoriker Bretislav Friedrich und Dieter Hoffmann kamen nach Abwägung der Quellen zu Clara Habers Suizid zu dem Schluss, dass die Selbsttötung das Ergebnis eines „katastrophalen Versagens“ gewesen sei, zu dem eine Fülle von Umständen beigetragen hätten – ihr unerfülltes Leben, Fritz Habers Fremdgehen, die tragischen Tode der engen Freunde Richard Abegg und Otto Sackur wie auch Tod und Zerstörung, die der Krieg mit sich brachte, die durch die „Perversionen der chemischen Kriegsführung“ noch verstärkt worden waren.

### Grabstelle
Clara Habers Urne wurde in Berlin-Dahlem beigesetzt. Im Winter 1933 verfügte Fritz Haber in seinem Testament, dass er neben seiner ersten Frau (Habers zweite Ehe war seit 1927 geschieden) seine letzte Ruhe finden wollte. Sollte dies wegen der zwischenzeitlich aufgekommenen judenfeindlichen Bewegung in Deutschland nicht möglich sein, verfügte er weiterhin die Überführung der Asche von Clara Haber in sein außerhalb von Berlin-Dahlem anzulegendes Grab. Seinem Wunsch wurde durch den gemeinsamen Sohn Hermann Haber entsprochen, der die Umbettung einige Monate nach Fritz Habers Beisetzung am 29. September 1934 auf dem Friedhof am Hörnli in Riehen bei Basel in der Schweiz veranlasste.
Hermann Haber wanderte 1941 in die USA aus, wo er sich 1946 – gleich seiner Mutter – das Leben nahm.

### Öffentliche Rezeption

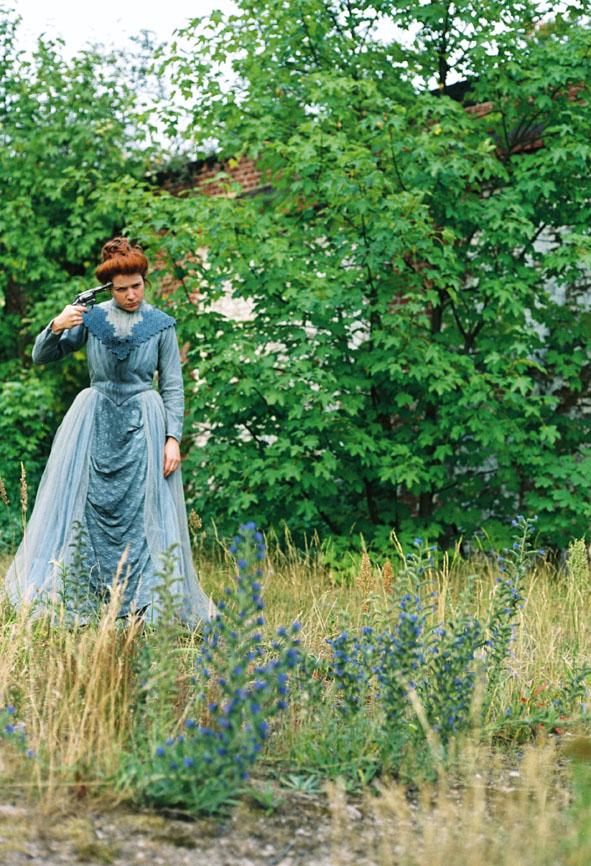
CLARA von Claudia Reinhardt – künstlerische Darstellung von Immerwahrs Suizid als Teil des Projekts Killing Me Softly – Todesarten.

### Ehrungen

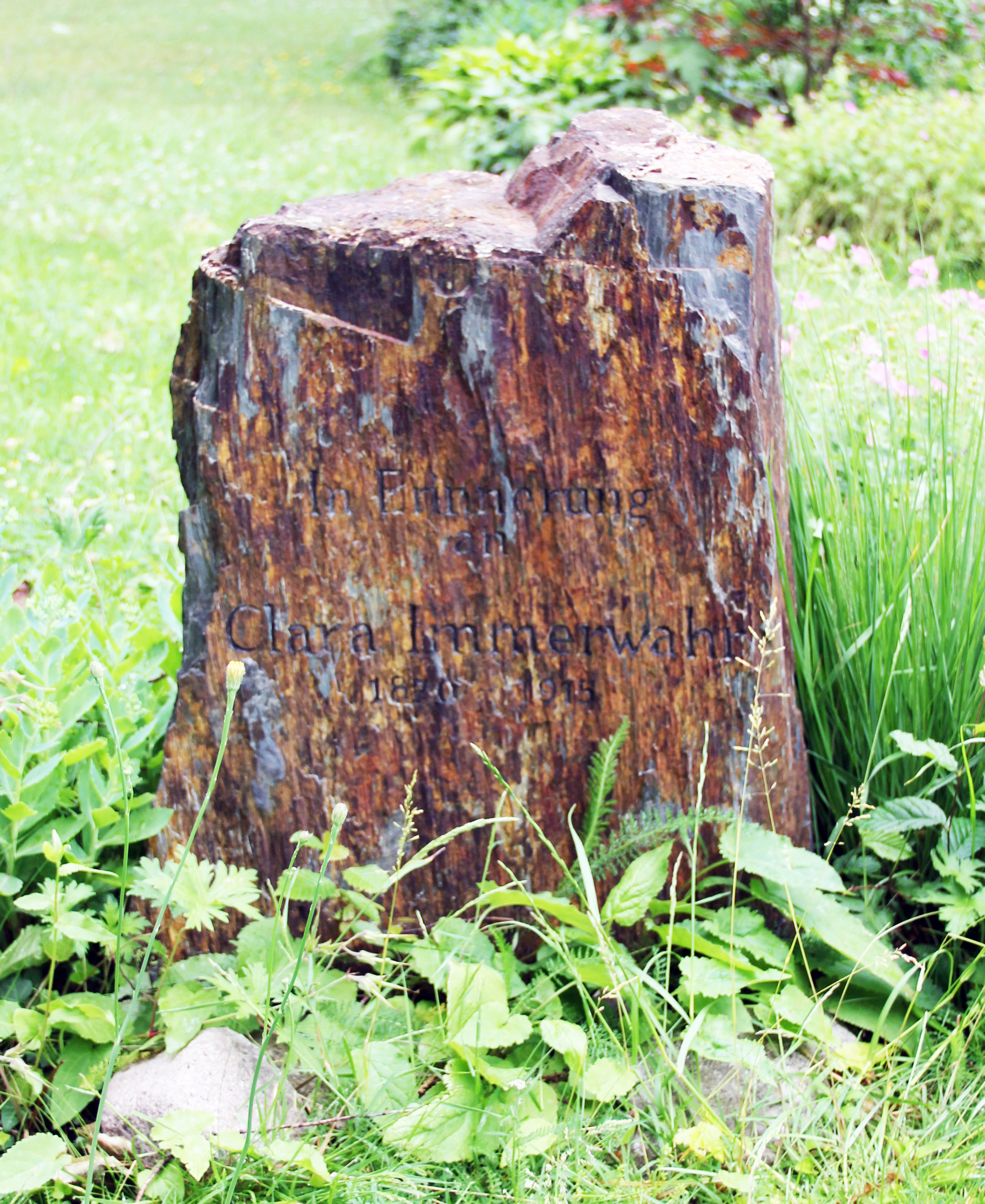
Gedenkstein an der Haber-Villa in Berlin-Dahlem

## Wirkungsgeschichte und Rezeption